# Киллини
Киллини (англ. Killiney; ирл. Cill Iníon Léinín, «церковь дочерей Лейнина») — пригород Дублина в Ирландии, находится в графстве Дун-Лэаре-Ратдаун (провинция Ленстер). Население — 10 600 человек (2002, перепись).

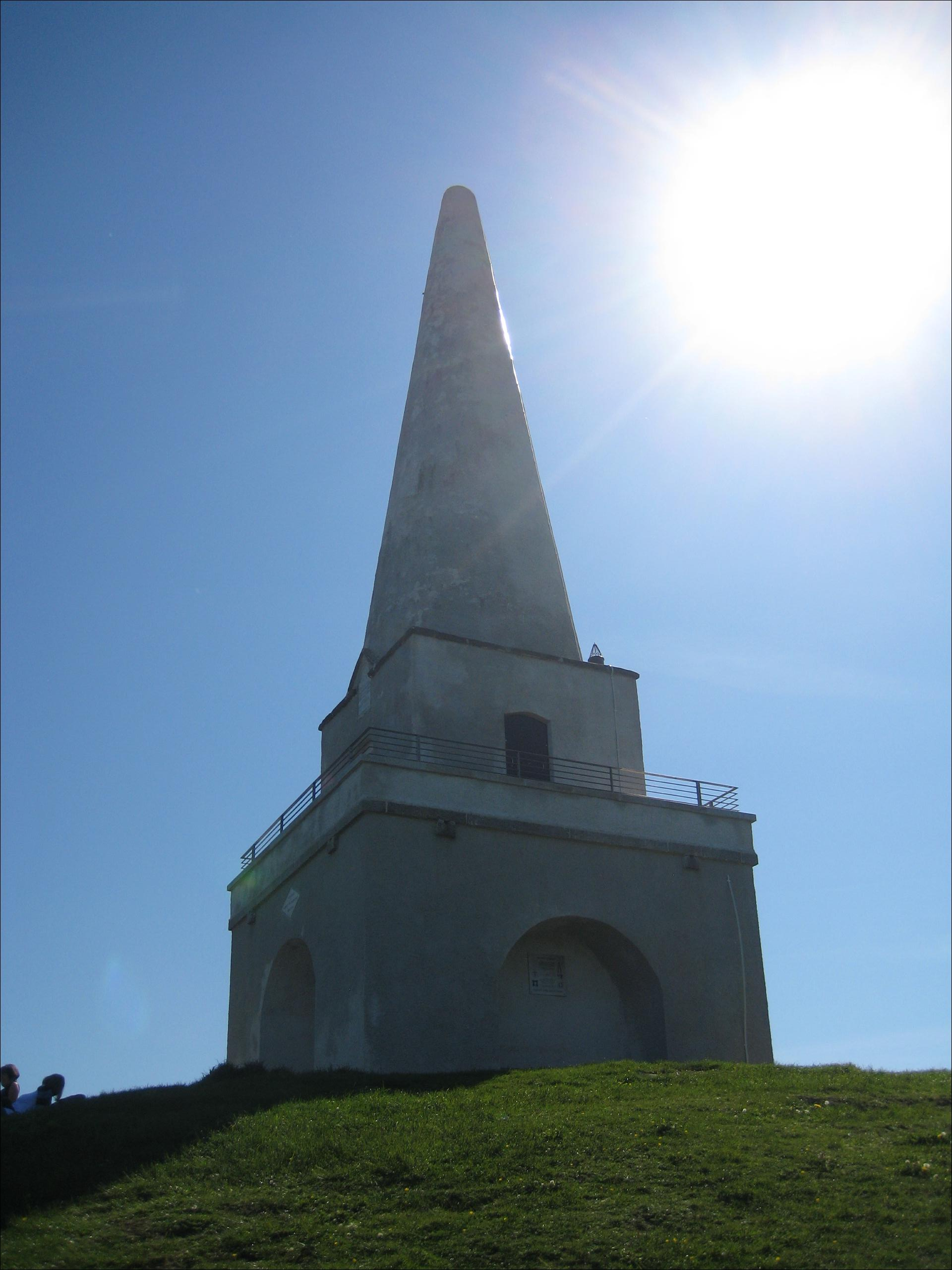
Обелиск на Киллини Хилл